# Bundesstraße 238
Die Bundesstraße 238 (Abkürzung: B 238) ist eine deutsche Bundesstraße im Grenzgebiet von Niedersachsen und Nordrhein-Westfalen in den Landkreisen Schaumburg und Lippe. Sie führt von Steinbergen im ehemaligen Fürstentum Schaumburg-Lippe (heute Stadtteil von Rinteln) an der B 83 über Rinteln, wo sie die Weser überquert, und Lemgo nach Detmold an der B 239.

## Geschichte
Die heutige Bundesstraße 238 verbindet das ehemalige Fürstentum Schaumburg-Lippe über ehemals kurhessisches Gebiet mit dem ehemaligen Fürstentum Lippe.
Im Kurfürstentum Hessen, zu welchem die ehemalige Grafschaft Schaumburg mit der Kreisstadt Rinteln gehörte, wurde die 1831 als Hauptstraße zweiter Klasse eingeordnete Straße als Lemgoer Straße bezeichnet.